# Pluchea dunlopii
Pluchea dunlopii là một loài thực vật có hoa trong họ Cúc. Loài này được Hunger miêu tả khoa học đầu tiên năm 1996.